# 相原汰郎
相原 汰郎（あいはら たろう、1995年9月24日 - ）は、日本のラグビー選手。

## プロフィール
- 秋田県出身[1]。
- ポジションはプロップ(PR)。
- 身長 182cm、体重 110kg

## 略歴
2014年、男鹿工業高校卒業後、東海大学に入る。
2018年、東海大学卒業後、清水建設ブルーシャークス(現・清水建設江東ブルーシャークス)に加入。
2020年、セコムラガッツに加入。
2021年、三菱重工相模原ダイナボアーズに加入。2024年5月、退団。